# سینمای آمریکا
سینمای آمریکا مشهور به هالیوود (به انگلیسی: Hollywood) از اوایل قرن بیستم تأثیر زیادی در صنعت فیلم داشته‌است. در حقیقت سینمای آمریکا به سرعت یک نیروی غالب در این صنعت نوظهور شد. پس از آن نیز سینمای آمریکا از سال ۱۹۱۳ تا ۱۹۶۹ بسیار توسعه یافت. در حال حاضر هالیوود یک سینمای فراملی محسوب شده‌است.
سینمای آمریکا یکی از مهم‌ترین صنایع فیلم‌سازی جهان است. این سینما نه تنها از نظر قابلیت‌های صنعتی و فنی بلکه از نظر تنوع ژانرها، سبک‌ها و گرایش‌ها، یکی از غنی‌ترین سینماهای ملی جهان به‌شمار می‌رود.
سینمای آمریکا تأثیر به سِزایی در سینمای جهان در قرن بیستم داشته‌است. تاریخچه سینمای آمریکا را می‌توان به ۴ دوره تقسیم نمود: دوره فیلم‌های صامت، سینمای کلاسیک هالیوود، هالیوود جدید و دوره معاصر که شامل سینمای اواسط دهه ۱۹۸۰ تاکنون می‌شود. در لس آنجلس جاذبه‌ای با نام پیاده‌روی مشاهیر هالیوود وجود دارد که در پیاده‌رو آن اسامی افراد مشهور در فیلم و موسیقی حک شده‌است.

## پیشینه

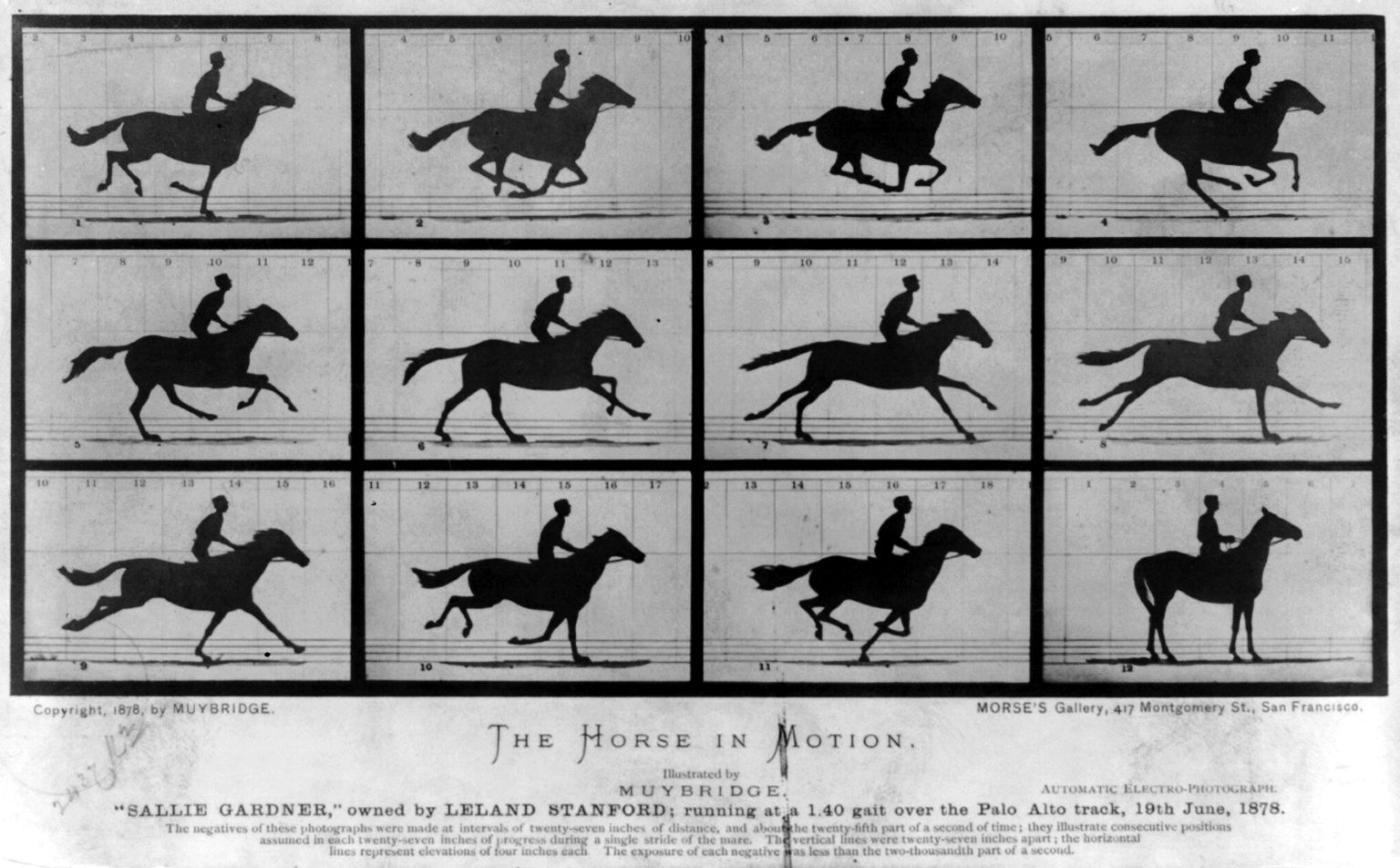
انیمیشن اسب در حال دویدن اثر ادوارد مایبریج

تولد سینما را تا حد زیادی می‌توان به آمریکا نسبت داد. اولین پویانمایی سینمایی توسط ادوارد مایبریج ساخته شد که تصویر یک اسب در حال دویدن بود. توماس ادیسون هم یکی از نخستین تولیدکنندگان سینما بود که دستگاه «جنبش نما» را اختراع کرد.
اولین نمایش فیلم در آمریکا برای عدهٔ زیادی از تماشاگران در وقت استراحت بین جشن‌های رقص و دانس برگزار می‌شد. پایه‌گذاران این فیلم‌ها از مکان‌های مختلف دنیا به آمریکا می‌آمدند و غارت‌ها و راهزنی‌ها را به صورت فیلم‌های درام نشان می‌دادند.
اولین فیلم‌های کوتاه داستانی به وسیله ادوین اس. پورتر ساخته شد و اولین موفقیت آمریکا در سینما، فیلم سرقت بزرگ قطار به کارگردانی وی بود. او با ساخت این فیلم به نوعی اولین وسترن تاریخ سینما را نیز ساخت. کارگردانان بزرگ مثل دیوید وارک گریفیث و مک سنت در همین سال‌ها چهره شدند و درخشش سینمای صامت با چهره‌هایی مثل داگلاس فربنکس و باستر کیتون و اریک فن اشتروهایم و بزرگان دیگر ادامه پیدا کرد.

## پیدایش هالیوود

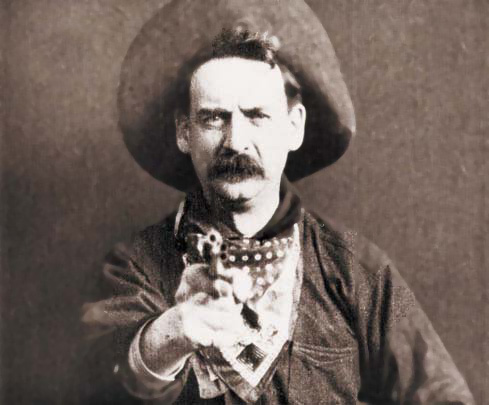
ادوین اس پورتر در فیلم «سرقت بزرگ قطار»

در سال ۱۹۱۰ کارگردان دیوید وارک گریفیث از طرف «شرکت بیوگراف» همراه با گروه بازیگرانش به سواحل فرستاده شدند. آن‌ها آغاز به ساختن فیلمی در محلی نزدیک لس‌آنجلس کردند. این شرکت ترجیح داد تا فیلم‌های دیگری هم در آن مکان و مناطق نزدیک به آن بسازد، آن محل را هالیوود نامیدند.
چندی بعد آنجا پیشرفت کرد و استودیوهای زیادی در آنجا ساخته شد. تا پیش از جنگ جهانی اول فیلم‌های زیادی در شهرهای مختلف آمریکا ساخته می‌شد اما کارگردانان بیشتر به طرف جنوب کالیفرنیا جذب می‌شدند.
سینمای آمریکا وامدار همیشگی صاحب‌منصبان سینمای دیگر کشورها بوده‌است. از سال ۱۹۰۱ که صنعت فیلمسازی به صورت بسیار محدود در بندر نیویورک شکل گرفت تا یک دهه پس از آن که کالیفرنیا مهد سینما شد، این بزرگان سینمای کشورهایی مثل آلمان و فرانسه و انگلستان بودند که عوامل تولید را در آمریکا فراهم می‌کردند. در واقع کمپانی‌هایی مثل یونایتد آرتیستز، والت دیسنی و بعدها برادران وارنر، کلمبیا، پارامونت و غیره همگی بر اساس این طرز تفکر بنیاد نهاده و گسترش یافتند.
در همان ابتدای دهه ۱۹۱۰ تقسیم کاری نانوشته صورت گرفت. استودیوها را آمریکایی راه می‌انداختند اما عوامل ساخت و ساز غیر آمریکایی یا تازه واردان بودند. چارلی چاپلین که از انگلستان آمده بود از مهم‌ترین و تاثیرگذارترین هنرمندانی است که در ۱۹۱۲ در سینمای آمریکا جا افتاد و باعث شد سهم سینمای این کشور به رشدی فراوان در آن بازه زمانی برسد.

## عصر طلایی هالیوود
مقالهٔ اصلی: سینمای کلاسیک هالیوود
دوره ناطق سینمای آمریکا با فیلم خواننده جاز در سال ۱۹۲۷ آغاز می‌شود. و این دوره نیز در هر دهه چهره‌های خاص خود را دارد. در دهه ۳۰ گری کوپر، کلارک گیبل، جیمز کاگنی و پل مونی شاخص‌ترین هنرپیشه‌ها بودند. در دهه ۴۰ همفری بوگارت، هنری فوندا، برادران مارکس و کارگردانانی مثل جان فورد، فرانک کاپرا، روبن مامولیان، اورسون ولز و جان هیوستون نام خود را مطرح کردند و در دهه ۵۰ امثال آلفرد هیچکاک، وینسنت مینلی، فرد آستر و دیگران بروز و ظهور کردند.
دهه ۵۰ را باید اوج فیلمسازی موزیکال در سینمای آمریکا نامگذاری کرد و کمتر استودیویی بود که در این دهه بیش از ۲۰ فیلم موزیکال نساخته باشد. اما دهه ۶۰ با تغییر ذائقه تماشاگران، نوستالژی فیلم‌های قدیمی غوغایی به پا کرد و باعث شد دهه ۶۰ به دوره بازسازی فیلم‌های قدیمی تبدیل شود. در واقع هالیوود هر چه در آرشیو داشت به ویژه ساخته‌های دهه ۳۰ و ۴۰ را دوباره سازی کرد که همین روند باعث شد یک شبه ژانری به نام فیلم بازسازی شده شکل بگیرد.
در این سال‌ها غول‌های تازه‌واردی مثل مارلون براندو، پل نیومن و کلینت‌ایستوود به سینما معرفی شدند و در دهه‌های بعدی با قدرت جایگاه خود را تثبیت کردند.

## دهه ۷۰

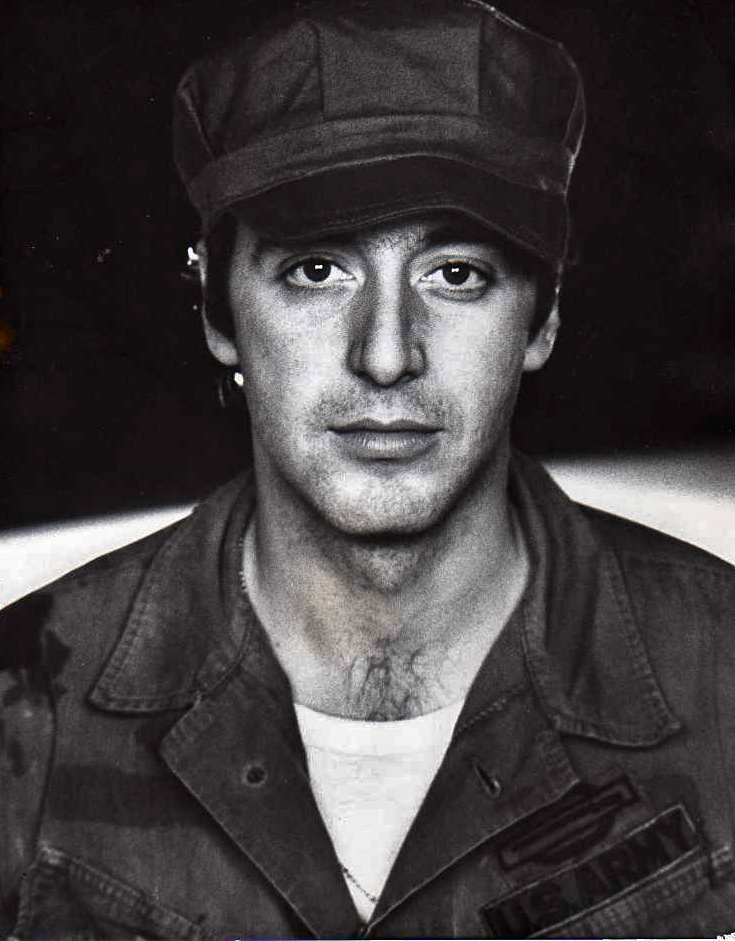
آل پاچینو

در دهه ۷۰ سینمای آمریکا از تب و تاب افتاد. بازیگران محبوب تماشاگران و پر اعتبار سینما یا فوت کرده یا یا دیگر پا به سن گذاشته بودند. برای همین دوباره بساط فیلم‌های خانوادگی و کمدی به راه می‌افتد و دوباره سینمای آمریکا مجبور است وامدار نه تنها سینمای اروپا که وامدار تمام استعداد موجود سینمایی دنیا شود.
در همین دهه است که امثال رومن پولانسکی به سینمای دنیا معرفی می‌شوند. با این همه تک چهره‌هایی مثل فرانسیس فورد کاپولا با ساخت ۲ سری پدر خوانده بازار سینمای آمریکا را در این دهه گرم نگه می‌دارد یا وودی آلن سعی می‌کند با آنی‌هال باب تازه‌ای در کمدی بگشاید که موفق هم می‌شود.
از اواخر دهه ۷۰ و اوایل ۸۰ صنعت سینما با مقوله کامپیوتر آشنا شده‌است و از همین رو جوانان مستعد جولان می‌دهند. عرضه فیلم‌های علمی تخیلی در اوج است. جورج لوکاس و استیون اسپیلبرگ با ساخته‌هایی مثل جنگ‌های ستاره‌ای و ئی‌تی بازار سینما را داغ می‌کنند.
با این همه اگرچه دهه ۷۰ سال‌های ظهور غول‌هایی مانند جک نیکلسون، رابرت ردفورد، داستین هافمن، آل پاچینو و رابرت دنیرو است اما سینما چنان وسیع شده بود که باز هم زمینه برای درخشش استعدادهای نو وجود داشت.
در این میان کم‌کم امثال مارتین اسکورسیزی که پیشتر قد علم کرده بودند، به ثبات می‌رسند و هر چه می‌سازند با اقبال روبرو می‌شود.

## اواسط دهه ۸۰ تاکنون
در ۳۰ سال اخیر رواج تکنولوژی سینمایی باعث شد همه نوع تولید در سینمای آمریکا انجام شود. در این دوره ظهور جوانانی مثل کوئنتین تارانتینو، کریستوفر نولان، برادران کوئن و در سال‌های اخیر چهره‌هایی مثل الکساندر پین و دیوید او راسل و چهره‌های دیگر باعث شده سینمای آمریکا خالی از استعداد جلوه‌گری ننماید.
بازیگران نیز در این ۳ دهه نقش بسیار زیادی در سینمای آمریکا داشتند؛ و دقیقاً مثل سال‌های دهه ۲۰ و ۳۰، تأثیرگذاری آنها فراگیر شده‌است. در حال حاضر این بازیگران هستند که فروش فیلم را تا درصد زیادی تضمین می‌کنند. تا سال ۲۰۱۰ بازیگران متولد دهه ۶۰ مانند جرج کلونی، برد پیت، تام کروز، شان پن، جانی دپ و بازیگران متولد دهه ۷۰ مانند کریستین بیل و لئوناردو دی‌کاپریو با حضور در هر فیلمی فروش یا اعتبار هنری آن را تضمین می‌کردند. این روند البته در ۱۰ سال اخیر همیشه جوابگو نبوده‌است.

## سینمای مستقل آمریکا

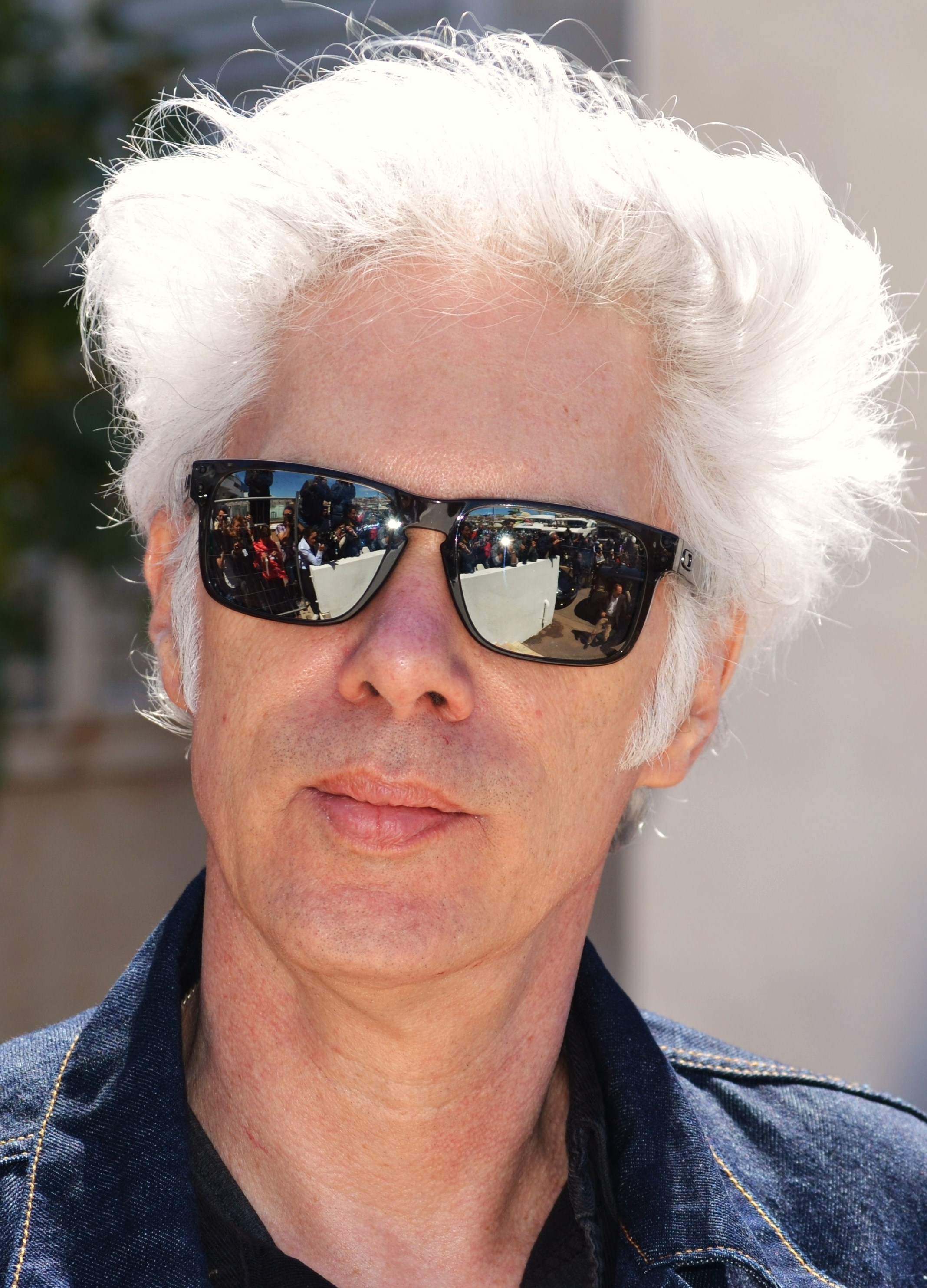
جیم جارموش

سینمای مستقل آمریکا بیشتر بعد از دهه ۶۰ حضور پیدا کرد. پیش از آن استودیوهای هالیوودی اجازه نمی‌دادند که کارگردانان فیلم‌های خودشان را بسازند و شدیداً بر فیلم‌ها احاطه داشتند. کسانی مثل جان فورد و آلفرد هیچکاک نمی‌توانستند که فیلم‌های خودشان را تدوین کنند چون تهیه‌کننده بر آن‌ها اعمال نظر می‌کرد.
اما بعد از دهه ۶۰ و ظهور مکاتب گوناگون در هنر و همچنین تغییر علاقه مردم و جوانان به فیلم‌هایی که فرهنگ عامه داشتند باعث شد که تهیه‌کنندگان هالیوودی هم به فیلم‌های مستقل‌تر بیشتر توجه کنند و اینجا بود که کارگردانان جوان و نوجویی مثل اسپیلبرگ، اسکورسیزی، کوپولا و دی پالما هم بتوانند که فیلم‌های مورد علاقه خودشان را بسازند و تهیه‌کنندگان هالیوودی هم به آنان توجه ویژه‌ای بکنند.
البته کارگردانانی مانند اندی وارهول یا کاساویتس زیر بار سیستم استودیویی نرفتند و خودشان همچنان مشغول فیلم‌سازی شدند. بیشتر دلیل حضور سینمای مستقل در بخش سکس و اروتیک بود. چون دیگر تابوها در هالیوود و آمریکا شکسته شده بود و مردم این مسائل را راحت‌تر درک می‌کردند و در واقع سکس موتور جلوبرنده سینمای آمریکا شد.
فیلم‌هایی مانند خیابان‌های پایین شهر (مارتین اسکورسیزی)، دوئل (استیون اسپیلبرگ)، دیوار نوشته‌های آمریکایی (لوکاس) از جمله مستقل‌های هالیوود آن زمان بود. در دهه نود سینمای مستقل آمریکا رشد فراوانی کرد که از جمله فیلم‌سازان مستقل آمریکایی می‌توان این افراد را نام برد: جیم جارموش، هال هارتلی، دیوید لینچ و الیور استون.

## جشنواره‌ها و جوایز سینمایی
جشنواره‌های سینمایی فراوانی به گونه محلی منطقه‌ای، ایالتی و جهانی در آمریکا وجود دارد. به این‌ها باید جشنواره‌های مستقل را نیز اضافه کرد. جایزه اسکار آکادمی علوم و هنرهای سینما و جایزه گلدن گلوب از معروفترین و معتبرترین این جایزه‌ها است. جایزه انجمن بازیگران فیلم، جایزه انجمن کارگردانان آمریکا، جایزه تمشک طلایی، جایزه گزینش منتقدان فیلم از دیگر جوایز معتبر است.
از میان جشنواره‌های سینمایی، جشنواره بین‌المللی سنتا باربارا، جشنواره بین‌المللی فیلم پام اسپرینگز، جشنواره بین‌المللی فیلم سیاتل، جشنواره بین‌المللی فیلم شیکاگو، جشنواره بین‌المللی فیلم کوتاه پام اسپرینگز، جشنواره فیلم ترایبکا، جشنواره فیلم نیویورک و جشنواره فیلم ساندنس قابل اشاره‌اند.

## شبکه‌های اینترنتی فیلم
شبکه‌های اینترنتی فیلم در آمریکا به رشد و اقبال فزاینده‌ای رسیدند. دیزنی‌پلاس و نت‌فلیکس از موفق‌ترین‌ها در این رده هستند. دیزنی+ (تلفظ: دیزنی پلاس) یک فناوری جدید معرفی شده توسط شرکت والت دیزنی در سال ۲۰۱۹ می‌باشد. دیزنی پلاس یک شبکه اینترنتی همانند نتفلیکس است که برای مشاهده فیلم‌ها و سریال‌ها و مستندهای ساخته شده دیزنی و شرکت‌های زیرمجموعه آن فناوری و ساخته شده‌است.
نت‌فلیکس نیز هم‌اکنون صدها ساعت برنامه تولید می‌کند و همچنین توانسته سریال‌های موفقی چون شکارچیان ترول و خانه پوشالی و نارنجی همان سیاه است و چیزهای عجیب، سرقت پول، ۱۳ دلیل برای اینکه، بچه رئیس: بازگشت به کار و بازگشت سفرهای علمی نیز تولید کند.
نتفلیکس بخشی از سریال‌های مارول پایه را هم تولید کرده‌است، این سریال‌ها که موسوم به «سریال‌های مارول-نتفلیکس» هستند عبارتند از: بیباک، لوک کیج، مشت آهنی، جسیکا جونز، مدافعان و پانیشر. این سامانه همچنین فیلم سینمایی مرد ایرلندی (۲۰۱۹) را هم ساخته‌است.

## آمار و ارقام
بیش از ۴۰۰۰۰ سالن سینما در آمریکا وجود دارد و تولید سالیانه این صنعت بیش از ۷۰۰ فیلم (اعم از فیلم‌های بزرگ و دارای اکران گسترده و فیلم‌های مستقل و کوچک اکران محدود) و جمعیت سینماروی آن ۱ میلیارد و ۳۰۰ میلیون نفر برآورد شده‌است.